# موريس إليوت
موريس إليوت (بالإنجليزية: Maurice Elliott)‏ (23 نوفمبر 1942 في المملكة المتحدة - 19 أكتوبر 1996 بالغرب في المملكة المتحدة) هو لاعب كرة قدم بريطاني في مركز الهجوم. لعب مع كوين أوف ساوث وهارت أوف ميدلوثيان ونادي ستنهاوسموير ونادي مونتروز لكرة القدم.